# طاق نصرت (فیلم ۱۹۴۸)
طاق نصرت (انگلیسی: Arch of Triumph) یک فیلم رمانتیک جنگی آمریکایی به کارگردانی لوئیس مایلستون، نیت وات، و رابرت آلدریچ است که در سال ۱۹۴۸ منتشر شد. این فیلم با اقتباس از رمانی به همین نام نوشته اریش ماریا رمارک نویسنده آلمانی تهیه شده است.

## بازیگران
- اینگرید برگمن در نقش جوآن مدو
- شارل بوآیه در نقش دکتر راویک
- چارلز لوتن در نقش فون هاکه
- لوئیس کالهرن در نقش بوریس موروسوف
- روت واریک - کتی برگشتروم
- رومن بوهنن در نقش دکتر وبر
- جی. ادوارد برومبرگ در نقش مدیر هتل در وردون
- روت نلسن در نقش مادام فیزیه
- استیون بکاسی در نقش آلکس
- کورت بویس در نقش خدمتکار خالکوبی شده
- آرت اسمیت در نقش بازپرس
- میخائیل رومانوف در نقش کاپیتان آلیدزه
- بایرون فولگر